# 宾达乡
宾达乡，是中华人民共和国西藏自治区昌都市类乌齐县下辖的一个乡镇级行政单位。

## 行政区划
宾达乡下辖以下地区：
宾达村、热西村和央宗村。